# THE HIT MAKER -筒美京平の世界-
『THE HIT MAKER -筒美京平の世界-』（ザ・ヒット・メーカー つつみきょうへいのせかい）は、作曲家・筒美京平が作曲をした楽曲のみで構成されたCD-BOX。発売日は2006年4月5日。発売元はSony Music Direct。

## 解説
筒美京平の作曲家活動40周年を記念したCD6枚組ボックス・セット。CDケースは2ディスク収納用プラスティック・ケース計3枚が使用されており、封入された別冊本には過去のインタビューなどが掲載されている。
筒美が公に顔を出すことは滅多にないが、本CD-BOX発売後まもない2006年4月22日付読売新聞・夕刊に顔写真つきのインタビュー記事が掲載された。
CDジャケットは、坂井智明が手掛けている。

## 収録曲
| CD     | タイトル | アーティスト |
| Disc 1 | 01. 渚のうわさ 02. バラ色の雲 03. スワンの涙 04. ブルー・ライト・ヨコハマ 05. サザエさん 06. 雨がやんだら 07. また逢う日まで 08. さらば恋人 09. 真夏の出来事 10. 17才 11. 青いリンゴ 12. 夜が明けて 13. 雨のエアポート 14. ひまわりの小径 15. 男の子女の子 16. 哀愁のページ 17. 赤い風船 18. わたしの彼は左きき 19. ロマンス 20. 木綿のハンカチーフ 21. 東京ららばい                                                              | 弘田三枝子 ヴィレッジ・シンガーズ オックス いしだあゆみ 宇野ゆう子 朝丘雪路 尾崎紀世彦 堺正章 平山三紀 南沙織 野口五郎 坂本スミ子 欧陽菲菲 チェリッシュ 郷ひろみ 南沙織 浅田美代子 麻丘めぐみ 岩崎宏美 太田裕美 中原理恵                                                                     |
| CD     | タイトル | アーティスト |
| Disc 2 | 01. 飛んでイスタンブール 02. たそがれマイ・ラブ 03. 魅せられて 04. セクシャルバイオレットNo.1 05. スニーカーぶる〜す 06. センチメンタル・ジャーニー 07. 夏色のナンシー 08. Romanticが止まらない 09. 卒業 10. 「C」 11. あなたを・もっと・知りたくて 12. なんてったってアイドル 13. 1986年のマリリン 14. 君だけに 15. 抱きしめてTONIGHT 16. 人魚 17. 強い気持ち・強い愛 18. やめないで,PURE 19. AMBITIOUS JAPAN!                   | 庄野真代 大橋純子 ジュディ・オング 桑名正博 近藤真彦 松本伊代 早見優 C-C-B 斉藤由貴 中山美穂 薬師丸ひろ子 小泉今日子 本田美奈子 少年隊 田原俊彦 NOKKO 小沢健二 KinKi Kids TOKIO |
| CD     | タイトル | アーティスト |
| Disc 3 | 01. マドモアゼル・ブルース 02. 愛の花咲く頃 03. 夢でいいから 04. くれないホテル 05. 愛のひととき 06. フランス人のように 07. 貴女がえらんだ僕だから 08. 愛すべきボクたち 09. 中途半端はやめて 10. 恋のゆくえ 11. おとなの会話 12. お世話になりました 13. 明日の為に微笑みを 14. かもめ町みなと町 15. ふたたび愛を 16. 初恋のメロディー 17. 私は忘れない 18. 幼きものの手をひいて 19. 白い部屋 20. 処女航海                         | ザ・ジャガーズ 奥村チヨ いしだあゆみ 西田佐知子 ヒデとロザンナ 佐川満男 美樹克彦 ブレッド&バター 奥村チヨ 新藤恵美 朝丘雪路 井上順之 ピーター 五木ひろし 平山三紀 小林麻美 岡崎友紀 かまやつひろし リンダ 優雅                                                                               |
| CD     | タイトル | アーティスト |
| Disc 4 | 01. 危険なリンゴ 02. 忘れ雪 03. やさしい人 04. あなたの来る店 05. 哀愁トゥナイト 06. （青春は）まるで映画のように 07. 青い地平線 08. センチメンタル・ブルー 09. もう海へなんか行かない 10. WEEKEND LOVE 11. 19:00の街 12. 夏のクラクション 13. 風のノー・リプライ 14. 野性の風 15. JOY 16. とまどい小夜曲 17. カナディアン アコーデオン 18. 何も言わずに 19. BOO〜おなかが空くほど笑ってみたい〜 20. 絶望グッドバイ               | アルフィー オフコース 大橋純子 平山三紀 桑名正博 杉田二郎 Le Mistral BUZZ 豊島たづみ TAN TAN 野口五郎 稲垣潤一 鮎川麻弥 今井美樹 石井明美 髙橋真梨子 井上陽水 鈴木雅之 ゴスペラーズ 藤井隆                                                                                                   |
| CD     | タイトル | アーティスト ※原曲歌唱は関連作品参照 |
| Disc 5 | 01. あなたならどうする 02. 美しきチャレンジャー 03. 或る日 04. セクシー・バス・ストップ 05. よろしく哀愁 06. ラブ・アドベンチャー 07. マドモアゼル・ブルース 08. 色づく街 09. セクシー・バス・ストップ 10. 17才 11. にがい涙 12. 夜明けのMEW 13. お世話になりました 14. たそがれマイ・ラブ 15. お帰りなさい 16. ビューティフル・ヨコハマ 17. さらば恋人 18. Romanticが止まらない 19. 1986年のマリリン 20. ブルージーンズ メモリー | ちあきなおみ 堀江美都子 森山良子 浅野ゆう子 吉田拓郎 塚田三喜夫 甲斐よしひろ 三田寛子 EPO 森高千里 東京スカパラダイスオーケストラ ノーランズ 大槻ケンヂ 坂本冬美 クミコ 渚ようこ（演奏: クレイジーケンバンド） 175R 及川光博 白石玉貴 玉置成実                                               |
| CD     | タイトル | アーティスト |
| Disc 6 | 01. パーマン2号はウキャキャのキャ 02. おれは怪物くんだ 03. 三ツ矢サイダーのうた 04. 男の世界 05. 甘い想い出 06. Oh !! Gentle Life 07. 恋するニーナ 08. 笑顔でジャーニー 09. ひとりの悲しみ 10. ときめき 11. すがおのあなた 12. セクシー・バス・ストップ 13. ハッスル・ジェット 14. カリブの夢 15. ラブ・アドベンチャー 16. メイク23秒 17. 17CLUB 18. 虹を架けよう 19. 朝の光 20. 万物創世紀のテーマ                               | 石川進 白石冬美 天地総子 ほりまさゆき 永田克子 佐川満男・伊東ゆかり 永田克子 井上順之 ズー・ニー・ヴー ブレッド&バター リバティ・ベルス Dr.ドラゴン&オリエンタル・エクスプレス オリジナル・サウンドトラック 桃井かおり P.J. & Cool Runnings 国分友里恵 山本潤子 テレビ番組サウンド・トラック |

## 関連作品
カヴァー曲で構成されたDisc 5のオリジナル楽曲リンク（本ボックス未収録曲のみ）
- あなたならどうする - いしだあゆみの1970年の楽曲
- 美しきチャレンジャー - 新藤恵美の1971年の楽曲
- 或る日 - ザリバ（矢野顕子が所属）の1974年の楽曲
- よろしく哀愁 - 郷ひろみの1974年の楽曲。
- 色づく街 - 南沙織の1973年の楽曲
- にがい涙 - スリー・ディグリーズの1975年の楽曲
- 夜明けのMEW - 小泉今日子の1986年の楽曲
- ビューティフル・ヨコハマ - 平山三紀の1970年の楽曲
- ブルージーンズ メモリー - 近藤真彦の1981年の楽曲